# أبو الفضائل سابق بن محمود
أبو الفضائل سابق بن محمود كان أمير مرداسيًّا لحلب من عام 1076 إلى عام 1080 م.

## الحُكم
وبعد وفاة الأخ الأكبر لسابق، رتّب أمير حلب نصر، مستشاره المؤثر سديد الملك علي من بني منقذ، لتنصيب سابق خلفًا له. سابق، الذي كان يعيش في مدينة حلب، اضطر إلى أن يُرفع فوق أسوار قلعة حلب بحبل لتولي الإمارة، بسبب حالة جعلته غير قادر على الحركة في ذلك الوقت، ربما تكون سُكرًا. لُقِّب سابق بـعز الملك أبي الفضائل. وبحسب المؤرخة مريم يارد الرياشي، وعلى عكس لقبه، كان المؤرخ الحلبي ابن العديم في القرن الثالث عشر يعتبر سابق أحد أكثر أمراء مرداس تخلفًا.[بحاجة لمصدر]
في بداية حكمه أطلق سابق سراح رئيس مرتزقة حلب التركمان أحمد شاه الذي كان قد سجنه نصر لأسباب غير معروفة. وكان التركمان التابعون لأحمد شاه قد قتلوا نصر عندما هاجمهم في قاعدتهم في الحاضر على مشارف حلب الجنوبية. وبعد تحرير أحمد شاه، أعطاه سابق هدية قدرها 1000 دينار ووعده بمخصص شهري قدره 30 دينارًا. وبناءً على تعليمات سابق، طمأن أحمد شاه أتباعه التركمان بحُسن نية أمير مرداس، مما أدى إلى تهدئتهم.

### الحرب الأهلية
اعتبر ابن العديم سابق أميرًا غير فعال ودُمية في يد أحمد شاه. أثار احتكار التركمان للسلطة في الإمارة تحت حكم سابق غضب قبيلة المرداسيين، بني كلاب، الذين رشّحوا شقيق سابق، وثّاب، أميرًا لهم في المعارضة وساعدوا في طرد سديد الملك من حلب. وكان شقيق سابق الآخر شبيب قد قدم دعمه لوثاب، كما فعل ابن عمهم الكلابي مبارك بن شبل. وحشد بنو كلاب فرسانهم ومشاتهم، الذين بلغ عددهم سبعين ألفًا حسب ابن العديم، في سهل قنسرين، استعدادًا للهجوم على حلب. يُشير بيت شعر للشاعر المحلي المعاصر ابن حيوس إلى أن سابق كان تحت ضغط مستشاريه حتى لا يقاتل قبيلته ويسعى إلى المصالحة بدلًا من ذلك. وفي هذه الأثناء، كان أحمد شاه قد جنّد الزعيم التركماني محمد بن دملاج وخمسمائة فارس من فرسانه في حزيران 1076. في 7 تموز، نصب التركمان كمينًا وقاموا بتفريق كلاب. واستولوا على 100 ألف جمل، و400 ألف رأس من الغنم، و10 آلاف مملوك عسكري من قبيلة كلاب، بالإضافة إلى عدد من زوجات كلاب ومحظياتهم، حسب المصادر. قام أحمد شاه بنقل الأسرى والغنائم إلى سابق، الذي أمر بإطلاق سراح الأسرى. وكانت من بين أسرى الكلابي أخت سابق، زوجة مبارك بن شبل، فأمرها بعد ذلك بالعيش معه بدلًا منه.
في 20 تموز، استدرج ابن دملاج أحمد شاه إلى وليمة نصر وألقى القبض عليه  وفي تقدير المؤرخ سهيل زكار، كان بإمكان سابق أن يستغل الفرصة لتحريض قوات أحمد شاه ضد ابن دملاج من أجل استنزاف قوة التركمان. وبدلًا من ذلك، دفع سابق لابن دملاج فدية قدرها 10000 أو 100000 دينار وعشرين حصانًا لإطلاق سراح أحمد شاه. غادر وثاب ومبارك بن شبل وزعيم المتمردين الكلابي الآخر حميد بن زغيب إلى خراسان في صيف عام 1077 طلبًا للمساعدة ضد سابق من السلطان السلجوقي مالك شاه الأول. ومنح السلطان كل واحد من زعماء الكلابي إقطاعًا في شمال الشام وعين شقيقه تتش لتولي حكم الشام. أطلق تتش الحملة، وانضم إليه متمردو الكلابي، والعديد من فرق التركمان، بما في ذلك فرقة ابن دملاج، وأمير الموصل العقيلي مسلم بن قريش.
استدعى سابق أحمد شاه من حصاره لأنطاكية التي كانت تحت سيطرة البيزنطيين، حيث دفع السكان إلى ما يقرب من المجاعة، لمواجهة جيش تتش القادم. وصل الأخير إلى حلب في أواخر عام 1077 وبدأ حصارًا للمدينة دام ثلاثة أشهر. أذن سابق للتركمان من حاضر بمرافقة عائلاتهم إلى مكان آمن في حصن الجسر الذي كان تحت سيطرة المنقذ على نهر العاصي، على الرغم من أن عائلاتهم ماتت هناك لاحقًا بسبب المرض. قُتل أحمد شاه أثناء الحصار، الذي ظل على الرغم من ذلك غير فعال إلى حد كبير بسبب التواطؤ السري بين مسلم بن قريش وسابق. كان مسلم معجبًا شخصيًا بسابق، وعارض استيلاء السلاجقة على حلب، ووبخ زعماء الكلابي لدعوتهم الأجانب الأتراك ضد أقاربهم. ومع وفاة أحمد شاه، أصبح مسلم قادرًا على لعب دور مؤثر مع سابق. كما أقنع بني كلاب بالانشقاق عن جيش تتش، وجعل وثاب وشبيب يتصالحان مع سابق وينضمان إليه في حلب. أبلغ مسلم تتش أنه ينسحب من الحصار، ولكن قبل مغادرته دخل حلب عبر باب العراق حيث سَمَح لقواته ببيع الطعام والإمدادات للحلبيين.

### السقوط
واصل تتش الحصار وطلب التعزيزات من مالك شاه قبل انسحاب مسلم. في طريق عودته إلى الموصل، واجه مسلم التعزيزات السلجوقية التي بلغ عددها 1000 في سنجار. وبعد أن فشل في إقناعهم بالعودة، أرسل إلى سابق تحذيرات من وجودهم. ثم ألقى سابق قصيدة عن طريق ابن عمه منصور بن كامل إلى زعيم الكلابي أبو زائدة محمد بن زائدة يتوسل فيها إلى رجال قبيلته لإنقاذ إمارة مرداس باعتبارها آخر إمارة عربية في الشام من الأتراك. وبعد ذلك، جمع أبو زائدة، بمساعدة مسلم، جيشًا من ألف فارس وخمسمائة جندي مشاة من القبائل العربية من كلاب، ونمير، وقشير، وعقيل. نصب التحالف القبلي كمينًا وهزم التعزيزات السلجوقية في وادي نهر الذهب، وقتل معظمهم. وهذا ما دفع تتش إلى مغادرة حلب ومهاجمة رجال قبيلة الكلابي الذين بقوا في منطقة حلب، إلا أن رجال القبيلة تهربوا من المطاردة بالانسحاب إلى الصحراء. وفي هذه الأثناء، قام الحلبيون بشن غارة على معسكر تتش خارج أسوار المدينة، فقتلوا الحراس الذين تركهم خلفه، واستولوا على كل مؤنه. فانسحب تتش على إثر ذلك إلى ديار بكر.
في عام 1080، أثّر تتش على سابق للتنازل عن الإمارة لأمير العقيليين شرف الدولة مسلم بن قريش. وقد مثّل هذا خسارة حلب الدائمة للمرداسيين، الذين على الرغم من منحهم بعض المدن في المنطقة كتعويض عن خسارتهم، إلا أنهم اختفوا إلى حد كبير من التاريخ بعد عام 1080 م.

## فهرس
- Bianquis, Thierry (1993). "Mirdās, Banū or Mirdāsids". In Bosworth, C. E.; van Donzel, E.; Heinrichs, W. P.; Pellat, Ch. (eds.). The Encyclopaedia of Islam, New Edition, Volume VII: Mif–Naz (بالإنجليزية). Leiden: E. J. Brill. pp. 115–123. ISBN:90-04-09419-9.
- Bosworth، Clifford (2014). New Islamic Dynasties. ص. 121–123.
- Zakkar، Suheil (1969). The Emirate of Aleppo 392/1002–487/1094 (PDF) (PhD thesis). London: University of London. مؤرشف من الأصل (PDF) في 2025-03-31.

| سبقه نصر بن محمود بن نصر المرداسي | أمير حلب 1076–1080 | تبعه شرف الدولة العقيلي |